# داردان مصطفى
داردان مصطفى (بالسويدية: Dardan Mustafa)‏ هو لاعب كرة قدم سويدي في مركز الهجوم، ولد في 5 فبراير 1992 في هامبورغ في ألمانيا. لعب مع غيفلي ونادي أورغريته.

## وصلات خارجية
- داردان مصطفي على موقع اتحاد السويد (السويدية)
- داردان مصطفي على موقع قاعدة بيانات كرة القدم.إي يو (الإنجليزية)
- داردان مصطفي على موقع Soccerway.com (الإنجليزية)
- داردان مصطفي على موقع عالم كرة القدم.نت (الإنجليزية)